# Hei-Wi-Tip-Top
Hei-Wi-Tip-Top ist eine 12-teilige Unterhaltungsserie des ZDF, die ab 22. August 1971 zunächst einmalig, ab Juli 1972 dann in monatlichen Abständen bis Mai 1973 ausgestrahlt wurde.

## Inhalt
Geschildert wird der Alltag des Ehepaars Willy und Heidi Müller, das gemeinsam ein Reinigungsunternehmen betreibt.

## Sonstiges
Die erste Folge lief am 22. August 1971 zur Hauptsendezeit um 20.15 Uhr. Ursprünglich sollten die Episoden im Abstand von zwei bis drei Wochen gezeigt werden, nach harscher Zuschauerkritik wurde die Serie jedoch noch vor Ausstrahlung der zweiten Folge (geplant war der 12. September 1971) aus dem Programm genommen. Offenbar waren bis zu diesem Zeitpunkt erst fünf Folgen abgedreht worden, die überarbeitet wurden. Laut Aussage von Willy Millowitsch in einem Artikel der Fernsehzeitschrift Hörzu (Ausgabe 39/1971) sollten „bis zum Dezember sieben weitere Folgen“ gedreht werden. Diese sowie die vier bereits fertigen Folgen wurden dann ab 15. Juli 1972 einmal monatlich sonnabends bzw. sonntags im Nachmittagsprogramm gesendet, allerdings nicht mehr unter dem ursprünglichen Serientitel, sondern nur noch unter dem Titel der einzelnen Folgen.
Bekannte Episodendarsteller waren Dieter Hallervorden, Klaus Dahlen, Michael Hinz, Wilfried Herbst, Rudolf Schündler, Peter Frankenfeld, Gudrun Genest, Herbert Fux, Hans Hermann Schaufuß (als Direktor Kallwein in Folge 5), Gisela Uhlen, Erich Fiedler, Walter Gross, Rut Rex, Erika Rehhahn, Tilo von Berlepsch, Klaus Miedel, Eric Vaessen, Herbert Weissbach, Harald Juhnke und Elke Aberle. Hubert von Meyerinck spielte in der ersten Folge eine seiner letzten Rollen. 
Für die Drehbücher waren Rolf und Alexandra Becker, Detlef Müller und Peter M. Thouet verantwortlich. 

## Kritiken
Die Zuschauerreaktionen waren durchweg negativ. Nach der ersten Folge ergossen sich in der Leserpost der Hörzu (Ausgabe 37/1971) ausnahmslos Hohn und Spott über die Serie:

„Heidi und Willy waren gar nicht tip-top, das Drehbuch blödsinnig, die Regie dilettantisch und das Ganze ein weiterer Beweis dafür, daß beim Fernsehen selbst vermeintliche Tiefpunkte noch unterschritten werden können.“

„Sind wir Fernsehzuschauer denn ein Volk von totalen Dorfdeppen?“

„... dürfte an der Zeit sein, daß die Verantwortlichen auf ihre Eignung überprüft werden, denn das war eine Beleidigung der Fernseh-Gebühren-Zahler.“

„Wie schlecht muß es selbst um so profilierte Schauspieler wie Heidi Kabel und Willy Millowitsch stehen, daß sie solche Rollen übernehmen, die aus einem so dümmlichen Drehbuch stammen.“

„Hei-Wi-Tip-Stop!“

Auch die zweite Folge erfuhr bei Zuschauer und Fernsehkritik negative Resonanz. So schrieb die Hörzu:

„Na also! Was jeder ahnte, was viele schrieben: 'Hei-Wi-Tip-Top' feierte im ZDF fröhliche Urständ. Tarntitel: 'Das Kind im Kofferraum'. Die Darsteller verdienen Mitleid, nicht Tadel. Solchen Schwachsinn zu sprechen und zu spielen, das muß weh tun. Sechs Autoren sollen an der 'Verbesserung' dieser Folge gewurschtelt haben. Nit mööööglich!“

## Episodenliste
| Nr. | Titel                                 | Erstausstrahlung   |
| 1   | 12.000 im PX-Sieben                   | 22. Oktober 1971   |
| 2   | Das Kind im Kofferraum                | 15. Juli 1972      |
| 3   | Sonntagseltern                        | 19. August 1972    |
| 4   | Zweimal ist einmal                    | 23. September 1972 |
| 5   | Herr Kallwein lässt die Puppen tanzen | 15. Oktober 1972   |
| 6   | Ein Palomino aus Kanada               | 12. November 1972  |
| 7   | Schöne Grüße von Adelheid             | 16. Dezember 1972  |
| 8   | Die Sterne lügen nicht                | 13. Januar 1973    |
| 9   | Der Schuß nach hinten                 | 10. Februar 1973   |
| 10  | Der Pechpilz                          | 31. März 1973      |
| 11  | Wer ist hier Direktor?                | 14. April 1973     |
| 12  | Der Strohwitwer                       | 19. Mai 1973       |

(Bei IMDb ist die Folge Wer ist hier Direktor? noch unter dem ursprünglichen Sendedatum 12. September 1971 vermerkt.)